# Mauritius Football Association
Die Mauritius Football Association (MFA; deutsch etwa Mauritischer Fußball-Verband) ist das höchste Fußball-Organ auf Mauritius. Der Verband wurde 1952 gegründet und trat im selben Jahr als Mitglied der FIFA bei. Mitglied des afrikanischen Fußballverbandes wurde der Verband 1963.
Die MFA organisiert die nationalen Ligen: 
- Premier League (Mauritius) – 1. Liga mit 10 Vereinen
- National First Division – 2. Liga mit 9 Vereinen
- National Second Division – 3. Liga mit 9 Vereinen

Zudem findet alljährlich der Mauritische Fußballpokal statt.
Die Regional Football Association ist ein Unterorgan der MFA.